# David Nwaba
David U. Nwaba (Los Angeles, 14 de janeiro de 1993) é um jogador norte-americano de basquete profissional que atualmente joga pelo Houston Rockets da National Basketball Association (NBA).

## Carreira no ensino médio
Nwaba cursou a University High School em Los Angeles, onde ganhou duas vezes o prêmio de MVP da Western League. 
Em seu último ano, ele teve uma média de 22,0 pontos e 11,5 rebotes por jogo.

## Carreira na faculdade
Nwaba disputou a temporada de 2011-12 no Hawaii Pacific e foi transferido para o Santa Monica College em 2012. Em 2012–13, ele foi nomeado Jogador do Ano da Divisão Sul da Western State Conference após ter médias de 20,5 pontos, 8,8 rebotes e 2,5 assistências por jogo.
Em 2013, Nwaba se transferiu novamente, desta vez para Cal Poly. Em 2013–14, ele jogou em todos os 34 jogos tendo médias de 11,7 pontos e 4,8 rebotes por jogo.
Em seu terceiro ano, Nwaba terminou a temporada com 11,4 pontos por jogo. Ele também teve uma média de 4,7 rebotes e 1,3 roubadas de bola por jogo. Ele teve 16 jogos de dois dígitos, incluindo 21 pontos contra Gonzaga em 20 de dezembro de 2014.
Em seu último ano, Nwaba teve médias de 12,5 pontos, 6,3 rebotes, 3,5 assistências e 1,2 roubadas de bola em 30 jogos. No final de sua carreira em Cal Poly, Nwaba ficou em 15º na história do programa em rebotes, com um total de 465 e foi um dos 23 jogadores a marcar mais de 1.000 pontos.

## Carreira profissional

### D-League (2016-2017)
Depois de se formar na Cal Poly na primavera de 2016 com um diploma de sociologia, Nwaba foi para Reno, Nevada, para jogar no Reno Bighorns da D-League. Os Bighorns o trocaram para o Los Angeles D-Fenders em 30 de outubro de 2016.

### Los Angeles Lakers (2017)
Em 28 de fevereiro de 2017, Nwaba assinou um contrato de 10 dias com o Los Angeles Lakers. Naquela noite, ele estreou na NBA em uma derrota por 109-104 para o Charlotte Hornets, jogando seis minutos. 
Em 11 de março de 2017, ele assinou um segundo contrato de 10 dias com os Lakers. Ele fez seu primeiro jogo como titular um dia depois, marcando seis pontos em uma derrota de 118-116 para o Philadelphia 76ers. 
Em 21 de março de 2017, ele assinou um contrato de vários anos com os Lakers. Em 1 de abril de 2017, ele marcou 19 pontos em uma derrota de 115-104 para o Los Angeles Clippers. 
Durante sua temporada de estréia nos Lakers, Nwaba foi designado de volta ao D-Fenders quatro vezes. Em 12 de julho de 2017, ele foi dispensado pelos Lakers.

### Chicago Bulls (2017–2018)
Em 14 de julho de 2017, Nwaba foi dispensado pelo Chicago Bulls. No início da temporada de 2017, Nwaba entrou na equipe titular várias vezes e foi elogiado por seus companheiros de equipe por sua capacidade de bloquear arremessos. Em 22 de fevereiro de 2018, Nwaba marcou 21 pontos contra o Philadelphia 76ers.

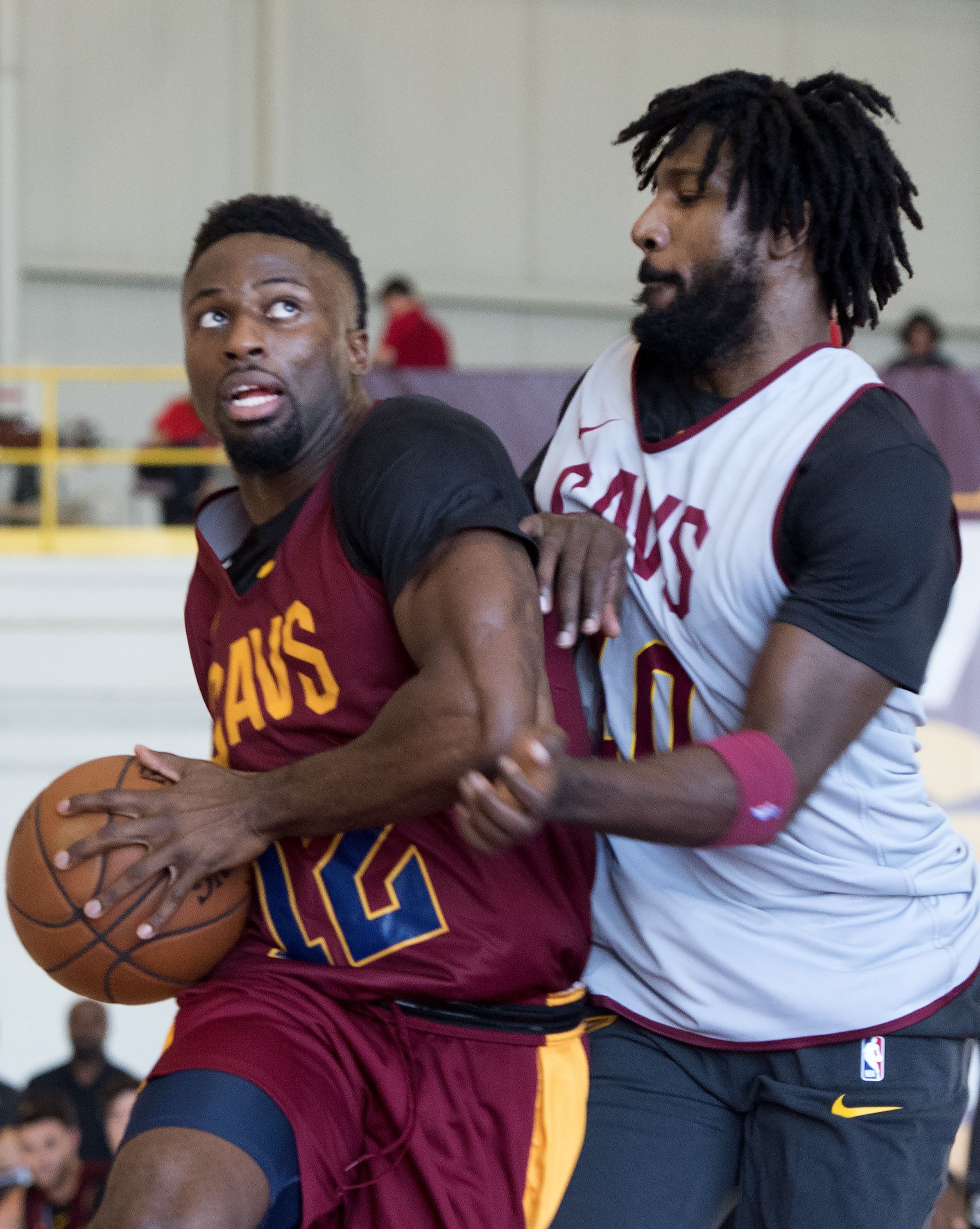
Nwaba (esquerda) em um treino no Cleveland Cavaliers.

### Cleveland Cavaliers (2018–2019)
Em 8 de setembro de 2018, Nwaba assinou um contrato de 1 ano no valor de US $ 1,5 milhão com o Cleveland Cavaliers.

### Brooklyn Nets (2019 – Presente)
Em 17 de julho de 2019, Nwaba assinou com o Brooklyn Nets.

## Vida pessoal
Nwaba é filho de Theodore e Blessing Nwaba, ambos nigerianos de origem ibo. Ele tem cinco irmãos: Victor, Alex, Jane, Precious e Barbara.
A irmã de Nwaba, Barbara, é uma heptatleta profissional que competia na UC Santa Barbara, ganhou o título do Campeonato Nacional de 2015 e 2016 e competiu nas Olimpíadas de 2016.

## Estatísticas

### Temporada regular
| Ano      | Time        | PJ  | MPJ  | AP   | 3P   | LL   | RT  | AS  | BR | TO | PPJ |
| -------- | ----------- | --- | ---- | ---- | ---- | ---- | --- | --- | -- | -- | --- |
| 2016–17  | L.A. Lakers | 20  | 19.9 | .580 | .200 | .641 | 3.2 | .7  | .6 | .4 | 6.0 |
| 2017–18  | Chicago     | 70  | 23.5 | .478 | .346 | .655 | 4.7 | 1.5 | .8 | .4 | 7.9 |
| 2018–19  | Cleveland   | 51  | 19.3 | .481 | .320 | .682 | 3.2 | 1.1 | .7 | .3 | 6.5 |
| Carreira | Carreira    | 141 | 21.5 | .490 | .326 | .661 | 3.9 | 1.2 | .8 | .4 | 7.2 |

Fonte: